# Kylmäsuo
Kylmäsuo – wieś w Finlandii, w rejonie Uusimaa, w gminie Myrskylä.